# 1137 Raissa
1137 Raissa је астероид главног астероидног појаса са пречником од приближно 23,69 .
Афел астероида је на удаљености од 2,657 астрономских јединица (АЈ) од Сунца, а перихел на 2,190 АЈ.
Ексцентрицитет орбите износи 0,096, инклинација (нагиб) орбите у односу на раван еклиптике 4,317 степени, а орбитални период износи 1378,719 дана (3,774 године).
Апсолутна магнитуда астероида је 10,74 а геометријски албедо 0,159.
Астероид је откривен 27. октобра 1929. године.